# آیتور پاردس
آیتور پاردس (انگلیسی: Aitor Paredes؛ زادهٔ ۲۹ آوریل ۲۰۰۰) بازیکن فوتبال اهل اسپانیا است که در پست مدافع میانی برای باشگاه اتلتیک بیلبائو در لا لیگا بازی می‌کند.
وی همچنین در تیم‌های ملی فوتبال زیر ۱۸ سال اسپانیا، زیر ۱۹ سال اسپانیا، و زیر ۲۱ سال اسپانیا بازی کرده است.